# Индонезия на летних Олимпийских играх 2008
Индонезия на летние Олимпийские игры 2008 направила спортсменов от Национального олимпийского комитета Индонезии. В заявке Индонезии было представлено 24 спортсмена в семи видах спорта, которые завоевали пять медалей.

## Призёры

### Золото
| Золото |                             |                             |
| №      | Спортсмены                  | Вид спорта (дисциплина)     |
| 1      | Маркис Кидо Хендра Сетиаван | Бадминтон (парный, мужской) |

### Серебро
| Серебро |                              |                               |
| №       | Спортсмены                   | Вид спорта (дисциплина)       |
| 1       | Нова Видианто Лилиана Натсир | Бадминтон (парный, смешанный) |

### Бронза
| Бронза |                        |                                      |
| №      | Спортсмены             | Вид спорта (дисциплина)              |
| 1      | Eko Yuli Irawan        | Тяжёлая атлетика (мужчины, до 56 кг) |
| 2      | Triyatno Triyatno      | Тяжёлая атлетика (мужчины, до 62 кг) |
| 3      | Maria Kristin Yulianti | Бадминтон (женщины, одиночные)       |

## Состав олимпийской команды

### Бадминтон
Мужчины
| Спортсмены                      | Разряд    | 1/64          | 1/32                                              | 1/16                                                                      | Четвертьфинал                               | Полуфинал                                     | Финал                 | Финал                |
| Спортсмены                      | Разряд    | Соперник Счёт | Соперник Счёт                                     | Соперник Счёт                                                             | Соперник Счёт                               | Соперник Счёт                                 | Соперник Счёт         | Место                |
| ------------------------------- | --------- | ------------- | ------------------------------------------------- | ------------------------------------------------------------------------- | ------------------------------------------- | --------------------------------------------- | --------------------- | -------------------- |
| (7) Тауфик Хидаят               | Одиночный |               | Хуан Цзунхань (Вон Чунхонь) Пор 19-21, 16-21      | Закончил выступление                                                      | Закончил выступление                        | Закончил выступление                          | Закончил выступление  | Закончил выступление |
| (6) Сони Дви Кункоро            | Одиночный |               | Бунсак Понсана Поб 21-16, 21-14                   | Вилле Лонг Поб 21-13, 21-18                                               | Ли Цзунвэй (2) Пор 9-21, 11-21              | Закончил выступление                          | Закончил выступление  | Закончил выступление |
| Лулук Хадиянто Алвент Юлианто   | Парный    |               | Тадаси Оцука Кэйта Масуда Пор 21-19, 14-21, 14-21 | Закончили выступление                                                     | Закончили выступление                       | Закончили выступление                         | Закончили выступление |                      |
| (1) Маркис Кидо Хендра Сетиаван | Парный    |               | Го Чжэньдун Се Чжунбо Поб 22-20, 10-21, 21-17     | Гу Цзяньцзе (Ку Кинкит) Чэнь Вэньхун (en:Tan Boon Heong) Поб 21-16, 21-18 | Ларс Поске Йонас Расмуссен Поб 21-19, 21-17 | (2) Фу Хайфэн Цай Юнь Поб 12-21, 21-11, 21-16 | Золото                |                      |

Женщины
| Спортсмены                  | Разряд    | 1/64                                | 1/32                                     | 1/16                                       | Четвертьфинал                         | Полуфинал                     | Финал                               | Финал  |
| Спортсмены                  | Разряд    | Соперник Счёт                       | Соперник Счёт                            | Соперник Счёт                              | Соперник Счёт                         | Соперник Счёт                 | Соперник Счёт                       | Место  |
| --------------------------- | --------- | ----------------------------------- | ---------------------------------------- | ------------------------------------------ | ------------------------------------- | ----------------------------- | ----------------------------------- | ------ |
| Мария Кристин Юлианти       | Одиночный | Юлиана Шенк Поб 18-21, 21-13, 22-20 | Йоана Мартинес Поб 21-9, 21-14           | (6) Тине Расмуссен Поб 18-21, 21-19, 21-14 | Саина Нехваль Поб 26-28, 21-14, 21-15 | (2) Чжан Нин Пор 15-21, 15-21 | (3) Лу Лань Поб 11-21, 21-13, 21-15 | Бронза |
| Лильяна Натсир Вита Марисса | Парный    |                                     | (1) Ян Вэй Чжан Цзевэнь Пор 19-21, 15-21 | Закончили выступление                      | Закончили выступление                 | Закончили выступление         | Закончили выступление               |        |

Смешанный
| Спортсмены                       | Разряд    | 1/64          | 1/32                                         | 1/16                                                      | Четвертьфинал                                 | Полуфинал                                     | Финал         | Финал |
| Спортсмены                       | Разряд    | Соперник Счёт | Соперник Счёт                                | Соперник Счёт                                             | Соперник Счёт                                 | Соперник Счёт                                 | Соперник Счёт | Место |
| -------------------------------- | --------- | ------------- | -------------------------------------------- | --------------------------------------------------------- | --------------------------------------------- | --------------------------------------------- | ------------- | ----- |
| (3) Вита Марисса Фланди Лимпеле  | Смешанный |               | Кристоф Хопп Биргет Оферцир Поб 21-12, 21-12 | Томас Лайбоурн Камилла Риттер Юль Поб 21-17, 15-21, 21-17 | Ли Ёндэ Ли Хёджун Пор 9-21, 21-12, 17-21      | (4) Хэ Ханьбинь Юй Ян Пор 21-19, 17-21, 21-23 | 4             |       |
| (1) Нова Видианто Лилиана Натсир | Смешанный |               | Хан Санхун Хван Юми Поб 23-21, 21-19         | Судкет Прапакамол Сарали Тунтонкам Поб 21-13, 21-19       | (4) Хэ Ханьбинь Юй Ян Поб 15-21, 21-11, 23-21 | Ли Ёндэ Ли Хёджун Пор 11-21, 17-21            | Серебро       |       |

### Лёгкая атлетика
Мужчины
| Спортсмен    | Дисциплина | Предварительные | Предварительные | Четвертьфинал        | Четвертьфинал        | Полуфинал            | Полуфинал            | Финал                | Финал                |
| Спортсмен    | Дисциплина | Результат       | Место           | Результат            | Место                | Результат            | Место                | Результат            | Место                |
| ------------ | ---------- | --------------- | --------------- | -------------------- | -------------------- | -------------------- | -------------------- | -------------------- | -------------------- |
| Агунг Уибово | 100 метров | 10,46           | 41              | Закончил выступление | Закончил выступление | Закончил выступление | Закончил выступление | Закончил выступление | Закончил выступление |

Женщины
| Спортсмен     | Дисциплина             | Предварительные | Предварительные | Полуфинал             | Полуфинал             | Финал                 | Финал                 |
| Спортсмен     | Дисциплина             | Результат       | Место           | Результат             | Место                 | Результат             | Место                 |
| ------------- | ---------------------- | --------------- | --------------- | --------------------- | --------------------- | --------------------- | --------------------- |
| Дедех Эравати | 100 метров с барьерами | 13,49           | 34              | Закончила выступление | Закончила выступление | Закончила выступление | Закончила выступление |

### Парусный спорт
Мужчины
| Спортсмен     | Дисциплина | Гонка | Гонка | Гонка | Гонка | Гонка | Гонка | Гонка | Гонка | Гонка | Гонка | Гонка                | Очков | Место |
| Спортсмен     | Дисциплина | 1     | 2     | 3     | 4     | 5     | 6     | 7     | 8     | 9     | 10    | Место                | Очков | Место |
| ------------- | ---------- | ----- | ----- | ----- | ----- | ----- | ----- | ----- | ----- | ----- | ----- | -------------------- | ----- | ----- |
| Ока Сулаксана | RS:X       | 24    | 24    | 23    | 27    | 22    | 31    | 28    | 30    | (36)  | 16    | Закончил выступление | 225   | 27    |

### Плавание
| Спортсмен             | Дисциплина                 | Отборочные | Отборочные | Полуфинал             | Полуфинал             | Финал                 | Финал                 |
| Спортсмен             | Дисциплина                 | Время      | Место      | Время                 | Место                 | Время                 | Место                 |
| --------------------- | -------------------------- | ---------- | ---------- | --------------------- | --------------------- | --------------------- | --------------------- |
| Донни Будьярто Утомо  | мужчины, 200 м, баттерфляй | 2:03,44    | 44         | Did not advance       | Did not advance       | Did not advance       | Did not advance       |
| Марита Фабриани Ратна | Женщины, 200 м, комплекс   | 2:28,18    | 38         | Закончила выступление | Закончила выступление | Закончила выступление | Закончила выступление |

### Стрельба
Женщины
| Спортсмен        | Дисциплина          | Квалификация | Квалификация | Финал                 | Финал                 |
| Спортсмен        | Дисциплина          | Очков        | Место        | Очков                 | Место                 |
| ---------------- | ------------------- | ------------ | ------------ | --------------------- | --------------------- |
| Йошифин Прасасти | винтовка, 10 метров | 393          | 24           | Закончила выступление | Закончила выступление |

### Стрельба из лука
Женщины
| Спортсмен             | Дисциплина     | Пристрелка | Пристрелка | 1/64                                  | 1/32                  | 1/16                  | Четвертьфинал         | Полуфинал             | Финал                 | Финал                 |
| Спортсмен             | Дисциплина     | Очков      | Место      | Соперник Результат                    | Соперник Результат    | Соперник Результат    | Соперник Результат    | Соперник Результат    | Соперник Результат    | Место                 |
| --------------------- | -------------- | ---------- | ---------- | ------------------------------------- | --------------------- | --------------------- | --------------------- | --------------------- | --------------------- | --------------------- |
| Пуспитасари Рина Деви | Индивидуальный | 620        | 42         | Мирослава Дагбаева(23) 106—106 (9-10) | Закончила выступление | Закончила выступление | Закончила выступление | Закончила выступление | Закончила выступление | Закончила выступление |
| Ика Юлиана Рохмавати  | Индивидуальный | 621        | 41         | Дженифер Николс (24) 101—114          | Закончила выступление | Закончила выступление | Закончила выступление | Закончила выступление | Закончила выступление | Закончила выступление |

### Тяжёлая атлетика
Men
| Спортсмен      | В/К      | Рывок     | Рывок | Толчок    | Толчок | Всего | Место  |
| Спортсмен      | В/К      | Результат | Место | Результат | Место  | Всего | Место  |
| -------------- | -------- | --------- | ----- | --------- | ------ | ----- | ------ |
| Эко Юли Ираван | До 56 кг | 130       | 2     | 158       | 3      | 288   | Бронза |
| Триятно        | До 62 кг | 135       | 5     | 163       | 4      | 298   | Бронза |
| Эди Курниаван  | До 69 кг | 135       | 15    | 172       | 9      | 307   | 12     |
| Санду Велдемар | До 77 кг | 153       | 13    | 194       | 6      | 347   | 11     |

Женщины
| Спортсмен           | В/К      | Рывок     | Рывок | Толчок    | Толчок | Всего | Место |
| Спортсмен           | В/К      | Результат | Место | Результат | Место  | Всего | Место |
| ------------------- | -------- | --------- | ----- | --------- | ------ | ----- | ----- |
| Раема Лиза Румбевас | До 53 кг | 91        | 5     | 115       | 4      | 206   | 4     |